# I Do, I Do
I Do, I Do (hangul: 아이두 아이두; rr:  Aidu Aidu) é uma série de televisão sul-coreana exibida pela MBC TV entre 30 de maio a 19 de julho de 2012, com um total de dezesseis episódios. É estrelada por Kim Sun-a, Lee Jang-woo, Park Gun-hyung e Im Soo-hyang. Seu enredo refere-se a uma designer de sapatos de sucesso, com cerca de trinta anos, cuja carreira é desvirtuada quando acidentalmente engravida.

## Enredo
Hwang Ji-ahn (Kim Sun-a) está na faixa dos trinta anos e trabalha como diretora de uma empresa de calçados. Ela gosta de ser solteira e não tem planos de se casar. Enquanto isso, Park Tae-kang (Lee Jang-woo) em seus vinte anos, tem apenas um diploma do ensino médio, mas quer uma carreira como designer de sapatos. Após passarem uma noite juntos, Ji-ahn engravida e suas vidas se tornam entrelaçadas. Lutando contra os costumes sociais rígidos, os dois tentam navegar em um mundo confuso e desafiador.

## Elenco

### Principal
- Kim Sun-a como Hwang Ji-ahn[2][4]

É a diretora de uma empresa de calçados. Ela é corajosa, rude, autoritária, dura e suscetível a ataques histéricos quando está sob estresse. Seu amor por sapatos naturalmente a levou a se juntar a uma empresa do ramo. Trabalhando mais arduamente e com mais paixão do que qualquer outra pessoa, ela foi promovida ao cargo de diretora, mas devido a uma noite, está prestes a arranhar sua vida imaculada e perfeita.
- Lee Jang-woo como Park Tae-kang[5][6]

Aos vinte anos, trabalha como vendedor de sapatos de luxo falsificados e constantemente foge da polícia durante a repressão a produtos ilícitos. Por um golpe de sorte, ele é contratado por uma empresa de renome como um designer de sapatos e o trabalho se torna um desafio. Além disso, se vê envolvido com Ji-ahn e seu temperamento difícil.
- Park Gun-hyung como Jo Eun-sung[7]

É um ginecologista em seus trinta anos de idade, que quer continuar em relacionamentos sem compromisso de casamento e viver como solteiro, até conhecer Ji-ahn em um encontro as cegas.
- Im Soo-hyang as Yeom Na-ri / Jang Na-ri

Filha mais nova do presidente da Hanyoung Apparel, ela tem uma aparência bonita, uma formação acadêmica estelar e um pai rico. Com o apoio de seu pai, está no caminho para sucedê-lo, mas se vê competindo com sua rival, Ji-ahn.

### Elenco estendido
- Park Yeong-gyu como Park Kwang-seok, pai de Tae-kang
- Yoon Joo-sang como pai de Ji-ahn
- Shin Seung-hwan como Lee Choong-baek
- Jo Hee-bong como Seol Bong-soo
- Kim Hye-eun como Bong Joon-hee
- Oh Mi-yeon como mãe de Ji-ahn
- Oh Mi-hee como Senhora Jang
- Lee Dae-yeon como Presidente Yeom
- Kim Beom-yong como Song Ha-yoon
- Baek Seung-hee como Uhm Yoo-jin
- Kim Min-hee como Ma Seong-mi
- Han Ji-wan como Yoo Da-in

## Trilha sonora
1. 꽃보다 그녀 (That Girl Over Flowers) - Yesung (Super Junior)[8]
2. I Do - Park Ji-yoon[9]
3. 러닝맨 (remastered) (Running Man) - Lee Won-suk (Daybreak)
4. 나였으면 (If It Were Me) - Alex Chu[10]
5. 처음처럼 (Like the First Time) - Kim Tae-hyeong (Eden)
6. 아이두 아이두
7. Victory Jian
8. Lucky seven
9. Ha, Hai, Yeh!
10. 여자, 지안
11. Sweet and warm
12. Love on high heels
13. 캥거루의 사랑
14. marcato time
15. A pretty girl
16. No sense
17. Sketch on an easel
18. 데칼코마니
19. Gloomy day
20. 여자로 산다는 건
21. tone on tone
22. Let me know the secret take1
23. Whimsy
24. something sweet
25. Gag duo
26. A clumsy day
27. Let me know the secret take2
28. 데칼코마니 러브

## Recepção
I Do, I Do obteve índices de audiência abaixo do esperado, adquirindo uma média de 8,2%, segundo dados compilados pela TNMS (Total National Multimedia Statistics), além disso, permaneceu nas posições inferiores da tabela de avaliações do horário nobre, referente a quarta e quinta-feira, ao longo de todos os dezesseis episódios.
Na tabela abaixo, os números azuis representam as audiências mais baixas e os números vermelhos representam as audiências mais elevadas.
| Episódio | Data de transmissão | Audiência média | Audiência média              | Audiência média | Audiência média              |
| Episódio | Data de transmissão | TNmS Ratings    | TNmS Ratings                 | AGB Nielsen     | AGB Nielsen                  |
| Episódio | Data de transmissão | Em todo o país  | Região Metropolitana de Seul | Em todo o país  | Região Metropolitana de Seul |
| -------- | ------------------- | --------------- | ---------------------------- | --------------- | ---------------------------- |
| 1        | 30 de maio de 2012  | 8.2%            | 9.5%                         | 10.5%           | 12.4%                        |
| 2        | 31 de maio de 2012  | 8.0%            | 9.6%                         | 9.8%            | 12.0%                        |
| 3        | 6 de junho de 2012  | 9.2%            | 10.7%                        | 9.8%            | 10.3%                        |
| 4        | 7 de junho de 2012  | 8.1%            | 9.5%                         | 9.0%            | 10.3%                        |
| 5        | 13 de junho de 2012 | 10.0%           | 12.1%                        | 10.0%           | 12.0%                        |
| 6        | 14 de junho de 2012 | 9.0%            | 11.3%                        | 9.2%            | 10.6%                        |
| 7        | 20 de junho de 2012 | 8.2%            | 9.4%                         | 9.6%            | 10.4%                        |
| 8        | 21 de junho de 2012 | 8.6%            | 10.2%                        | 8.9%            | 10.6%                        |
| 9        | 27 de junho de 2012 | 8.2%            | 11.1%                        | 9.2%            | 10.4%                        |
| 10       | 28 de junho de 2012 | 7.8%            | 9.3%                         | 9.3%            | 10.5%                        |
| 11       | 4 de julho de 2012  | 8.1%            | 10.1%                        | 8.7%            | 9.8%                         |
| 12       | 5 de julho de 2012  | 8.5%            | 10.4%                        | 9.1%            | 10.5%                        |
| 13       | 11 de julho de 2012 | 9.3%            | 11.3%                        | 9.7%            | 11.0%                        |
| 14       | 12 de julho de 2012 | 9.2%            | 11.0%                        | 8.9%            | 9.5%                         |
| 15       | 18 de julho de 2012 | 8.3%            | 10.6%                        | 9.0%            | 9.9%                         |
| 16       | 19 de julho de 2012 | 8.1%            | 9.9%                         | 9.1%            | 10.0%                        |
| Média    | Média               | 8.5%            | 10.4%                        | 9.3%            | 10.6%                        |

## Transmissão internacional
- Foi transmitida nas Filipinas pela GMA Network de 6 de maio a 28 de junho de 2013, reeditado em 36 episódios.[14]
- Foi transmitida no Japão através de duas emissora de televisão por assinatura, sendo elas a KNTV, de 12 de janeiro a 3 de março de 2013 e BS-Japan.[15][16]